# Gerd Starke
Gerd Starke (* 11. Mai 1930 in Graslitz, Tschechoslowakei; † 8. März 2019 in München) war ein deutscher Klarinettist und Hochschullehrer. Er war Professor an der Hochschule für Musik und Theater München.

## Biografie
Gerd Starke studierte von 1945 bis 1950 Klarinette bei Karl Schütte an der staatlichen Akademie für Theater in Dresden und von 1950 bis 1951 bei Albert Heinke am Städtischen Konservatorium in Berlin. Seine erste Anstellung als Soloklarinettist führte ihn 1951 an die Landesoper Sachsen in Radebeul, anschließend wechselte er von 1952 bis 1956 als Kammervirtuose an die Sächsische Staatskapelle nach Dresden. Von 1956 bis 1966 konzertierte Starke als Soloklarinettist mit dem Bayerischen Staatsorchester und von 1966 bis 1983 mit dem Symphonieorchester des Bayerischen Rundfunks.
Neben seinen inländischen Engagements unternahm er viele Konzertreisen als Solist und Mitglied verschiedener Kammermusikvereinigungen und ausländischer Orchester, z. B. mit dem Endres-Quartett, dem Köckert-Quartett, den Deutschen Bläsersolisten und den Berliner Philharmonikern unter Herbert von Karajan. Zusätzlich zu seiner solistischen Tätigkeit war Starke von 1953 bis 1956 Lehrbeauftragter für Klarinette und Kammermusik am Konservatorium in Dresden. Es folgten Lehraufträge von 1957 bis 1969 am Trapp’schen Konservatorium bzw. Richard-Strauss-Konservatorium in München und von 1969 bis zu seiner Emeritierung im Jahre 2000 an der Hochschule für Musik und Theater München. Viele von Starkes ehemaligen Studenten wurden bei bedeutenden Orchestern verpflichtet oder sind zum Teil selbst Professoren für Klarinette an Musikhochschulen im In- und Ausland, darunter Ulf Rodenhäuser oder Jörg Widmann.
Starke war von 1984 bis 1988 Erster Vizepräsident und von 1990 bis 1992 Vizepräsident der Hochschule für Musik und Theater München. Er holte zu Arbeitsphasen und Vorträgen berühmte Dirigenten und Künstlerpersönlichkeiten an die Hochschule, unter anderem Leonard Bernstein, Colin Davis, Sergiu Celibidache, Lorin Maazel und Rolf Reuter. Als Juror begleitete er nationale und internationale Wettbewerbe wie den ARD-Wettbewerb München und internationale Musikwettbewerbe in Genf, Belgrad, Prag, Markneukirchen, oft als Vorsitzender, zuletzt als Chairman des Internationalen Musikwettbewerbes in Peking 2009 und 2013.

## Ehrenamtliche Tätigkeiten
- Tätigkeit als Orchestervorstand bei der Sächsischen Staatskapelle, beim Bayerischen Staatsorchester und beim Symphonieorchester des bayerischen Rundfunks
- Mitglied des Tarif- und Rechtsausschusses der Deutschen Orchestervereinigung
- Mitglied im Fachausschuss des Deutschen Musikwettbewerbs Bonn einer Auswahlkommission des Deutschen Akademischen Austauschdienstes
- Hauptinitiator der Gründung der Internationalen Musikbegegnungsstätte „Haus Marteau“ in Lichtenberg/Oberfranken (Eröffnung 1982)
- Gründer des Carl-Maria-von-Weber-Wettbewerbs München für junge Musiker, 1986–1996
- Gründungsmitglied der Deutschen Klarinettengesellschaft, 1998
- Mitglied im künstlerischen Beirat der Konzertgesellschaft München, 1989–2016

## Auszeichnungen
- 1953: 1. Preis des Nationalen Wettbewerbs der DDR in Berlin
- 1954: 2. Preis für Bläsertrio beim Internationalen Musikwettbewerb in Genf
- 1955: 1. Preis beim Internationalen Musikwettbewerb in Warschau
- 1990:	Kulturpreis der Sudetendeutschen Landsmannschaft
- Träger des Bayerischen Verdienstordens
- Ehrenmitglied der Hochschule für Musik und Theater München
- Träger der Ehrenmedaille der Hochschule für Musik und Theater München

## Aufnahmen (Rundfunk-/Fernsehaufnahmen, Schallplatten/CDs)
- W.A. Mozart Klarinettenquintett KV 581: Endress-Quartett, Gerd Starke, Klarinette. Deutsche Grammophon, 1970
- Franz Schubert, „Der Hirt auf dem Felsen“, Anneliese Rothenberger, Günther Weißenborn, Gerd Starke, 1972
- Münchner Bläseroktett: W.A. Mozart: Divertimento in Es-Dur, KV-Anh. 226 (196e) und Carl Maria von Weber: Adagio und Rondo für 2 Klarinetten, 2 Hörner, 2 Fagotte. Mit Clement, Hermann, Albrecht Weigler, v. Lorne, Einsiedler, Richter, Burkhart und Gerd Starke. RIM, 1974
- W.A. Mozart: Klarinettenkonzert in A Major, K. 622: Württembergisches Kammerorchester Heilbronn, Jörg Faerber (Dirigent), Gerd Starke (Klarinette). I Grandi Musicisti, Fabbri Editori, 1976
- W.A. Mozart: Kammermusik Mozart, Wolfgang Sawallisch, Klavier und Mitglieder des Münchner Bläseroktetts. Quintett Es-Dur, KV 452 (Sawallisch, Clement, Wallendorf, Starke) und Trio Es-Dur, „Kegelstatt-Trio“ KV 498 (Sawallisch, Starke, Schmid). Aufnahme am 31. Januar und 1. Februar 1976 im Probensaal der Münchner Philharmoniker in der Münchner Residenz RIM, 1976
- Henri Marteau (1874–1934), Quintett für Klarinette und Streichquartett C-Moll, op. 13, Konzert für Violoncello und Orchester G-Moll, op. 7, Gerd Starke, Klarinette – Endres-Quartett, Walter Nothas, Violoncello – Münchner Beethoven-Orchester, Musica Bavarica, 1982
- Carl Maria von Weber: Grand Duo concertant für Klarinette und Klavier Es-Dur, op. 48 (J 204.) Gerd Starke (Klarinette) und Margarita Höhenrieder (Klavier). BR-Studio 1 München, 1985
- W.A. Mozart Gran Partita KV 361: Die Deutschen Bläsersolisten. Digitalaufnahme am 15./16. November 1986 im Tonstudio van Geest, Sandhausen. Bayer-Records, 1987
- Robert Schumann: Nr. 7 Fantasiestücke op. 73: Gerd Starke, Klarinette, Hubert Giesen, Klavier. The World of Classics. VMK/Mediaphon, 1988
- Felix Mendelssohn-Bartholdy: Klavierquartett Nr. 2, F-Moll, op. 2, Klavierquartett Nr. 1 C-Moll, op. 1, Konzertstücke für Klarinette, Bassetthorn & Klavier, Nr. 1 op. 113, Nr. 2 op. 114. Gerd Starke, Albrecht Weigler, Martin Galling. Analogaufnahmen 1972, Digitalbearbeitung 1994, Südwest-Tonstudio, Mediaphon/SWT 1989, Cantus Classics 1994
- W.A. Mozart: Divertimento KV 563 und „Kegelstatt Trio“, KV 498. Georg Schmid, Wolfgang Sawallisch, Gerd Starke, Kurt Guntner, Walter Nothas. Eine Produktion des Bayerischen Rundfunks, 1972/1976. Koch International, 1997
- Johannes Brahms: Trio für Viola, Klavier und Klarinette, Hugo Steurer, Franz Amar, Gerd Starke, Red Note OMP 2010
- Klarinettenkonzert in A Major, K. 622: II. Adagio (Ausschnitt), Württembergisches Kammerorchester Heilbronn, Jörg Faerber, Gerd Starke, Menuetto Classics, 2016
- W.A. Mozart: Bläserserenade Nr. 10, B-Dur, KV 361 („Gran Partita“): Mitglieder des Sinfonie-Orchesters des Bayerischen Rundfunks, Dirigent: Eugen Jochum. Deutsche Grammophon
- M. Ravel, Introduction and Allegro for Harp String Quartet, Flute and Clarinet, Endres-Quartett. Helga Stork (Harfe), Konrad Hampe (Flöte), Gerd Starke (Klarinette)